# 公开的秘密
《公开的秘密》（英語：Open Secrets），加拿大英语小说家、2013年诺贝尔文学奖得主爱丽丝·门罗的短篇小说集。
该短篇小说集荣获《纽约时报》年度好书、WH·史密斯文学奖。

## 写作和出版
《公开的秘密》在1994年发表，同年得到加拿大总督奖提名。

## 内容
《公开的秘密》一共包括8篇短篇小说，分别是：忘情、真实的生活、阿尔巴尼亚圣女、公开的秘密、兰花楹旅馆、荒野小站、宇宙飞船着陆、破坏分子。

## 主题和风格
该短篇小说以精准的语言讲述了女人们的“秘密”。

## 译著
简体中文版由刑楠、陈笑黎、秦俟全、步朝霞合作翻译，译林出版社出版。